# Michel Darras
Pour les articles homonymes, voir Darras.
Michel Darras, né le 5 mars 1924 à Cuinchy et mort le 6 janvier 1992 à Amiens, est un homme politique français.

## Biographie
Conseiller technique des secrétaires d'État Bernard Chochoy, puis Maurice Lemaire, à l'Industrie (1956-1957), Michel Darras est un proche de Guy Mollet dont il fut suppléant aux législatives de 1962. Conseiller municipal d'Arras (1959-1983), adjoint au maire (1965-1971), il échoue à prendre la mairie d'Achicourt en 1983. Conseiller général d'Arras-Sud depuis 1961 et sénateur entre 1965 et 1992.

## Détail des fonctions et des mandats

### Mandat parlementaire
- 26 septembre 1965 - 6 janvier 1992 : Sénateur du Pas-de-Calais